# Чарльз Аконнор
Чарльз Аконнор (англ. Charles Akonnor, нар. 12 березня 1974, Аккра) — ганський футболіст, що грав на позиції півзахисника. Після завершення ігрової кар'єри — тренер.
Виступав, зокрема, за «Фортуну» (Кельн) та «Вольфсбург», а також національну збірну Гани.

## Клубна кар'єра
У дорослому футболі дебютував 1990 року на батьківщині виступами за команду «Обуасі Голдфілдс», в якій провів два сезони, після чого перебрався до Німеччини і протягом 1992—1998 років захищав кольори клубу «Фортуна» (Кельн) у Другій Бундеслізі.
Своєю грою за останню команду привернув увагу представників тренерського штабу клубу вищого дивізіону країни «Вольфсбурга», до складу якого приєднався 1998 року. Відіграв за «вовків» наступні п'ять сезонів своєї ігрової кар'єри. У «Вольфсбурзі» Аконнор швидко розвивався як гравець і став одним з найважливіших виконавців команди, а в 2001/02 роках він став капітаном команди. Однак на початку наступного сезону він отримав травму (проблеми з коліном призвели до операції в 2003 році), що спровокувало в січні 2004 року перехід в менш сильний «Унтергахінг», з яким грав до літа 2005 року у Другій Бундеслізі.
Протягом 2005—2007 років захищав кольори данського «Горсенса», після чого зіграв один сезон в вищому дивізіоні Кіпру за «Алкі».
Влітку 2008 року він покинув Кіпр і повернувся до Німеччини в «Лангенхаген» з Оберліги Нижня Саксонія. Він грав там до 18 лютого 2009 року, коли оголосив про закінчення своєї кар'єри.

## Виступи за збірні
1993 року залучався до складу молодіжної збірної Гани, з якою став фіналістом молодіжного чемпіонату світу в Австралії. На цьому турнірі Чарльз зіграв у 4 іграх, в яких забив 1 гол.
1996 року захищав кольори олімпійської збірної Гани на футбольному турнірі Олімпійських ігор 1996 року в Атланті, де забив 1 гол у 3 матчах і дійшов з командою до чвертьфіналу.
1991 року дебютував в офіційних матчах за національну збірну Гани. У складі збірної був учасником Кубка африканських націй 1994 року у Тунісі, Кубка африканських націй 1996 року у ПАР, Кубка африканських націй 1998 року у Буркіна Фасо та Кубка африканських націй 2000 року у Гані та Нігерії.
Протягом кар'єри у національній команді, яка тривала 11 років, провів у її формі 41 матч, забивши 12 голів, також був капітаном команди «чорних зірок» після виходу на пенсію Абеді Пеле. Однак він ніколи більше не викликався до збірної після подачі заяви (і її задоволення) на отримання німецького громадянства.

## Тренерська кар'єра
19 лютого 2009 року Аконнор підписав контракт на посаду головного тренера «Ілевен Вайс», де він працював зі своїм колишнім товаришем по збірній, а тепер помічником, Нії Лемпті. 22 січня 2010 року він був призначений спортивним директором клубу. Його наступником на посту головного тренера став Ганс-Дітер Шмідт.
19 березня 2012 року Аконнор був призначений на посаду головного тренера «Гартс оф Оук». Його попередником на посаді головного тренера був Небойша Вучичевич. На посту головного тренера Аконнор пробув до 1 листопада.
У квітні 2017 року очолив «Ашанті Голд», а 1 жовтня 2018 року Аконнор став тренером «Асанте Котоко», яким керував дев'ять місяців. 
У вересні 2019 року Аконнор був одним з кандидатів на пост тренера збірної Гвінеї, але в підсумку команду очолив француз Дідьє Сікс. Натомість він увійшов у тренерський штаб Джеймса Квесі Аппіа у рідній збірній Гани, а вже 15 січня 2020 року, після звільнення Аппіа, саме Аконнор став новим головним тренером ганців.

## Титули і досягнення
- Чемпіон Африки (U-21): 1993